# Agence d'administration régionale de la Finlande méridionale
L'agence d'administration régionale de la Finlande méridionale est l'une des six agences administratives régionales de la Finlande.

## Zone géographique
La responsabilité de l'agence s'étend sur 5 régions, 16 sous-régions et 88 municipalités.
Le siège de l'administration régionale est situé à Hämeenlinna et des délégations secondaires sont situées à Helsinki et à Kouvola.

### Régions
- Uusimaa
- Kanta-Häme
- Päijät-Häme
- Vallée de la Kymi
- Carélie du Sud

## Galerie

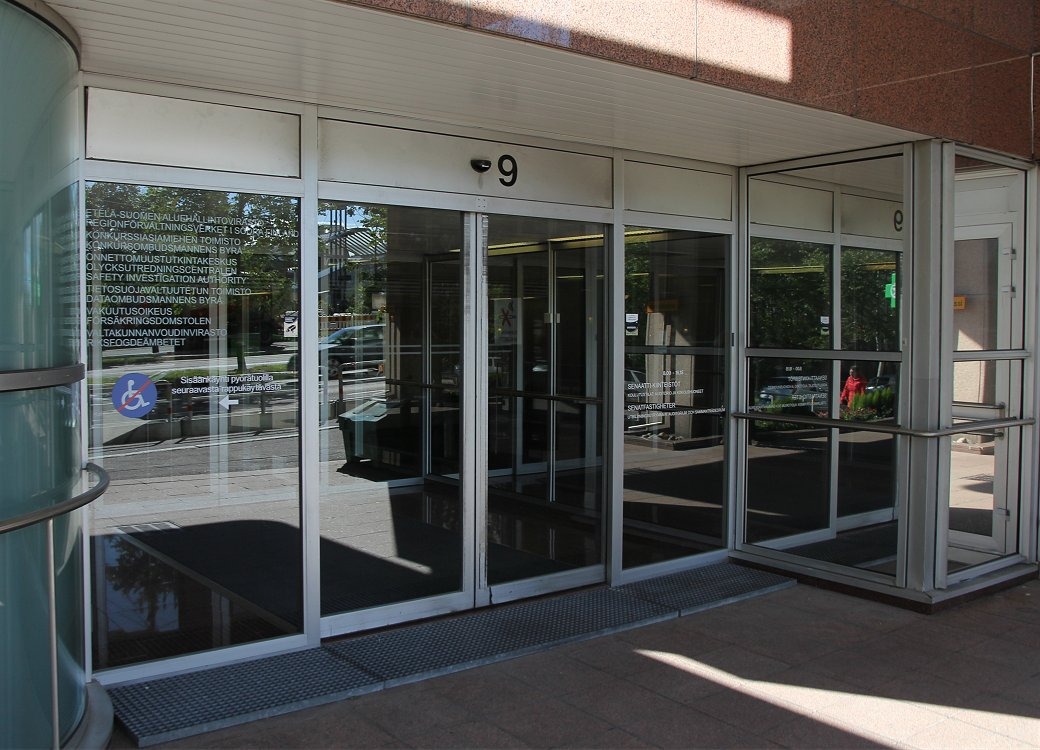
Agence d'administration régionale de la Finlande méridionale est au Ratapihantie 9 à  Pasila.
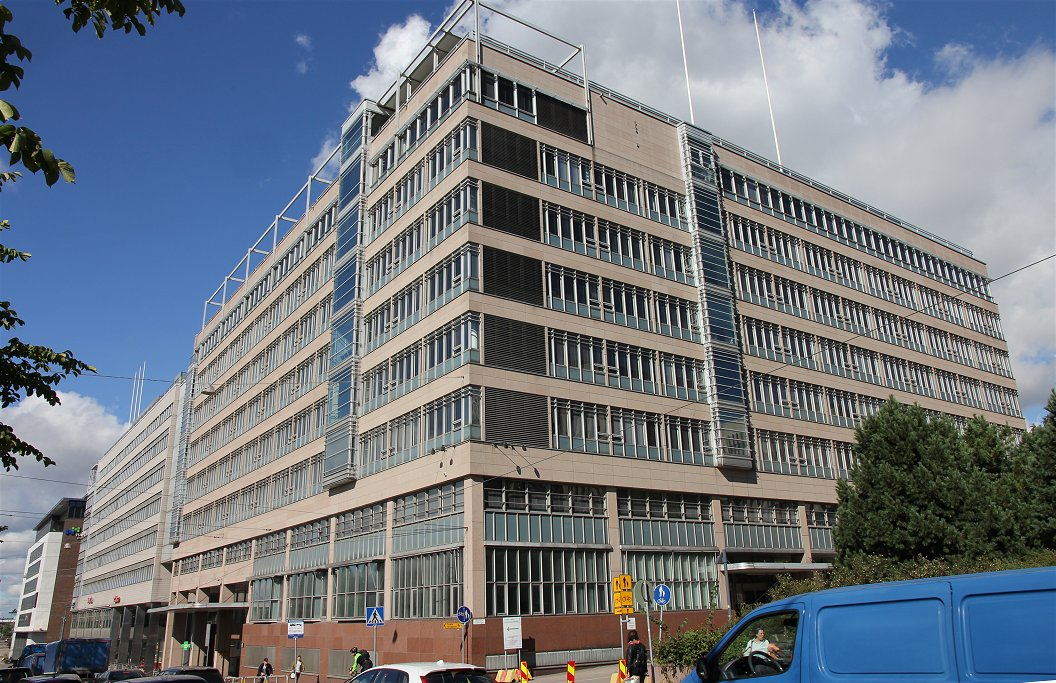
L'immeuble du Ratapihantie 9 appartenant aux  Propriétés du Sénat.